# Minona proculvaginata
Minona proculvaginata är en plattmaskart som beskrevs av Curini-Galletti och Cannon 1996. Minona proculvaginata ingår i släktet Minona och familjen Monocelididae.
Artens utbredningsområde är Indiska oceanen. Inga underarter finns listade i Catalogue of Life.